# 溪菜目
溪菜目（學名：Prasiolales）為藻類植物之一植物目。該植物於植物分類表上，歸於綠藻門（Chlorophyta）共球藻纲 （Trebouxiophyceae），同綱者尚有小球藻目（Chlorellales）等藻类目。

## 分类
本目之下只有一個科，即溪菜科（Prasiolaceae Blackman & Tansley, 1902），另外還有部分分類單元沒有所屬的科，被歸類到「溪菜目科地位未定」（Family Prasiolales incertae sedis）這個分類單元裡去。
Koliellaceae科本來亦是本目成員，但現時已被重新歸類到小球藻目去。
溪菜目（学名：Sinomenium）是目下的一个科。

## 下属分类
本目包括以下科：
- 溪菜科 Prasiolaceae

科的地位未定的属：
- Elliptochloris Tschermak-Woess, 1980
  - Elliptochloris antarctica (Tschermak-Woess & Friedmann) Darienko & Pröschold, 2016
  - Elliptochloris bilobata Tschermak-Woess, 1980
  - Elliptochloris marina Letsch, 2009
  - Elliptochloris subsphaerica (Reisigl) Ettl & Gärtner, 1995
- Lunachloris Barcyte & Hodac, 2017